# Alcis granitaria
Alcis granitaria là một loài bướm đêm trong họ Geometridae.